# الديناصورات القطبية الجنوبية

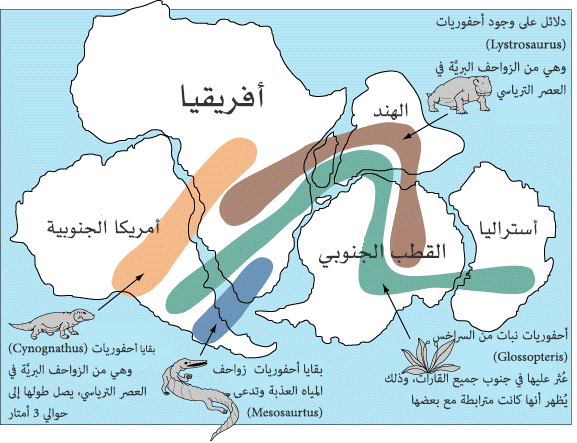

الديناصورات القطبية الجنوبية تكاثرت خلال العصر الطباشيري المبكر (145-100 مليون سنة)، عندما كانت أستراليا لا تزال مرتبطة بأنتاركتيكا مشكلتين شرق جندوانا القارة التي إنفصلت عن أفريقيا وإنجرفت جنوبًا، أغلب هذه القارة أصبحت تقع داخل دائرة أنتاركتيكا، والمناخ آنذاك كان مختلفًا عن ما هو اليوم، وأدى ذلك إلى أن الحيوانات والنباتات كانت فريدة من نوعها، الكثير مما نعرفه عن حيوانات أستراليا القطبية أتى من حفريات عثر عليها في مغار الديناصورات وصخور مسطحة على الساحل الفيكتوري في جنوب شرق أستراليا.

## وصلات خارجية
- Dinosaur trackways in Western Australia
- Polar dinosaurs in Australia
- Dinosaur Dreaming Web site
- Dinosaur Dreaming in Action
- Monash Science Centre
- Some Australian dinosaurs